# Pellilitorina pellita
Pellilitorina pellita is een slakkensoort uit de familie van de Littorinidae. De wetenschappelijke naam van de soort is voor het eerst geldig gepubliceerd in 1885 door Martens.